# Bocca della Verità

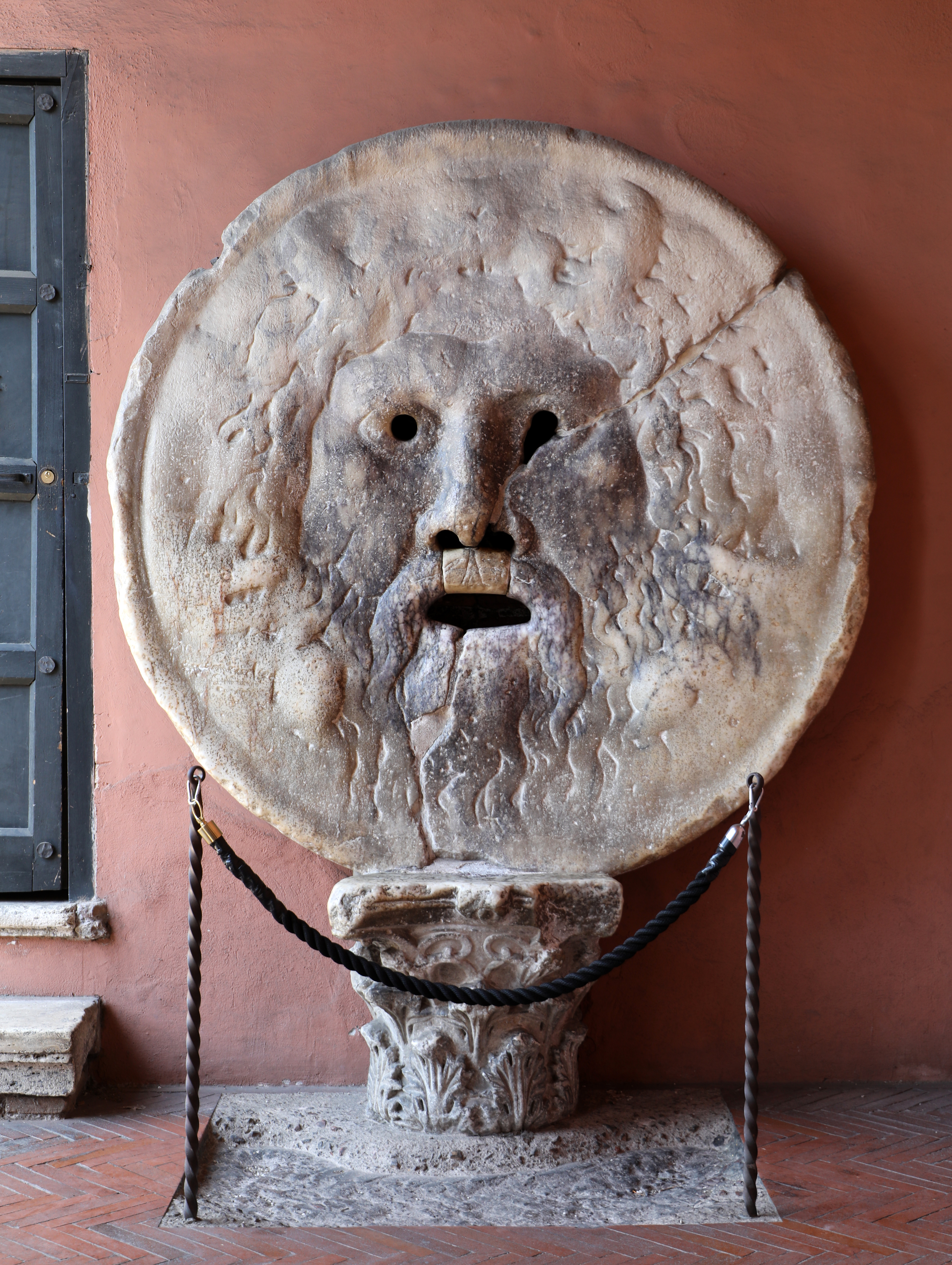
Bocca della Verita.

Bocca della Verità (italienska ’Sanningens mun’) är en antik marmorplatta, ursprungligen mynning till en antik vattenledning 1,75 meter i diameter, med en skulpterad mask som man kan beskåda i portiken till kyrkan Santa Maria in Cosmedin i Rom; den fördes till kyrkan år 1632. Marmorskivan har sannolikt tjänat som brunnslock eller manhålslucka. Enligt en teori föreställer masken Oceanus.
En medeltida legend förtäljer att den som sticker in sin hand i gapet, får den avbiten om han har begått mened.
Bocca della Vertà förekommer i filmen Prinsessa på vift från 1953.